# Sequim
Sequim est une localité américaine du comté de Clallam, dans le Washington.
Sa population en 2010 était de 6 606 habitants.